# Зубок, Лев Израилевич
Лев Изра́илевич Зубо́к (28 декабря 1894, Радомысль — 13 мая 1967, Ленинград) — советский историк-американист. Доктор исторических наук (1940), профессор (1938).

## Биография
Родился в семье рабочего. В 1913 году эмигрировал вместе с родственниками в США. Примкнул к американскому революционному движению. В 1919 году вступил в Коммунистическую партию США.
В 1922 году окончил Пенсильванский университет и поступил в аспирантуру этого университета по специальности "история США". В 1920 был выборщиком от Компартии США от города Филадельфия (кандидатом в президенты от партии был Юджин Дебс). Регулярно печатался в партийной газете Daily Worker. Добровольно решил покинуть США и по приглашению Профинтерна в 1924 году возвратился в СССР. В 1925 году вступил в ВКП(б). В 1924—1930 годах работал заместителем заведующего англо-американского отдела Профинтерна.
В 1929—1941 годах преподавал в Московском институте философии, литературы и истории. В 1930—1949 годах преподавал в Высшей партийной школе при ЦК ВКП(б). В 1938—1949 и с 1957 года старший научный сотрудник Института истории АН СССР. В 1942—1949 годах преподавал на историческом факультете МГУ. В 1948—1961 годах преподавал в Институте международных отношений (МГИМО).
В 1949 году был отстранён от преподавания в Высшей партийной школе и в МГУ по обвинению в космополитизме.
Женат дважды — первый раз в 1919 году на Цецилии Ильинишне Грац, из еврейского местечка Ржищев (Киевская губерния), после её смерти в 1931 году на Александре Михайловне Найду. От первого брака остался единственный сын — Мартин Зубок (1926—2009).
Внук — Владислав Мартинович Зубок, по образованию американист, публикуется по истории холодной войны, политической и интеллектуальной истории Советского Союза. В настоящее время — профессор истории Лондонской школы экономики и политических наук.

## Основные работы
- Движение меньшинства в Англии. М., 1929 (в соавт. с Дж. Аллисоном)
- Империалистическая политика США в странах Карибского бассейна (1900—1939). М., 1948.
- Очерки истории США (1877—1918). М., 1956.
- Очерки истории рабочего движения в США (1865—1918). М., 1962.
- Экспансионистская политика США в начале XX в. М., 1969.
- Новейшая история США. М., 1972 (в соавт. с Н. Н. Яковлевым).

Член редакционной коллегии «Хрестоматии по новейшей истории» в 3-х томах (М.: Соцэкгиз, 1960—1961).